# So Pretty
So Pretty è una canzone contro la guerra del 1968 di Leonard Bernstein con testi di Betty Comden e Adolph Green.

## Storia
La canzone ha contribuito a una raccolta fondi per Broadway for Peace il 21 gennaio 1968, presso la Philharmonic Hall del Lincoln Center. È stata eseguita da Barbra Streisand vestita con una sottana a quadretti e cappello da pescatore e accompagnata dal compositore al pianoforte.

## Incisioni
- Deborah Voigt su All My Heart - Deborah Voigt Sings American Songs Angel Records 2005
- David Daniels su A Quiet Thing - Songs For Voice And Guitar Craig Ogden Virgin Classics 2003